# رومان شيبرله
رومان شيبرله (بالتشيكية: Roman Šebrle)‏ هو متسابق عشاري تشيكي ولد في يوم 26 نوفمبر 1974 في بلدة لانشكرون في إقليم باردوبيتسه في تشيكوسلوفاكيا، يعتبر واحد من أفضل متسابقي العشاري والسباعي داخل الصالات وخصوصاً في القفز العالي ويعتبر أول متسابق عشاري يعبر حاجر ال9000 نقطة، حيث سجل 9,026 في دورة الألعاب الأولمبية الصيفية 2004 في أثينا في اليونان وألتي حاز على الميدالية الذهبية فيها، بالإضافة إلى فوزه بالميدالية الفضية في دورة الألعاب الأولمبية الصيفية 2000 في سيدني في أستراليا.

## روابط خارجية
- رومان شيبرله على موقع الاتحاد الدولي لألعاب القوى (الإنجليزية)
- رومان شيبرله على موقع الاتحاد الأوروبي لألعاب القوى (الإنجليزية)
- رومان شيبرله على موقع اللجنة الأولمبية الدولية (الإنجليزية)
- رومان شيبرله على موقع أوليمبيديا (الإنجليزية)
- رومان شيبرله على موقع اللجنة الأولمبية التشيكية (التشيكية)